# Rio Fântâna Tulbure
O Rio Fântâna Tulbure é um rio da Romênia, afluente do Muereasca, localizado no distrito de Vâlcea.